# Ambassadeur délégué aux investissements internationaux
L'ambassadeur délégué aux investissements internationaux est un ambassadeur itinérant français chargé de promouvoir les investissements internationaux en France.
La fonction a été créée en 1992 avec Jean-Daniel Tordjman. Son action n'a pas d'autre base juridique qu'une lettre de mission. Il est placé sous l'autorité conjointe du ministre des Affaires étrangères, du ministre de l'Aménagement du territoire, et du ministre de l'Économie.
À partir de 2001 jusqu'en 2015, l'ambassadeur délégué aux investissements internationaux est également, de droit, président du conseil d'administration de l'Agence française pour les investissements internationaux (AFII) et membre du Comité interministériel d'aide à la localisation des activités (CIALA). 
Depuis 2015 et la fusion entre l'AFII et Ubifrance, l'ambassadeur est de droit le président du conseil d'administration de Business France. 

## Liste
- 1992 : Jean-Daniel Tordjman[3]
- 1999 : Didier Lombard[4]
- 2003 : Clara Gaymard[5]
- 2006 : Philippe Favre[6]
- 2008 : David Appia[7]
- 2014 : Véronique Bédague[8]
- 2014 : Muriel Pénicaud[9]
- 2017 : Pascal Cagni[10]

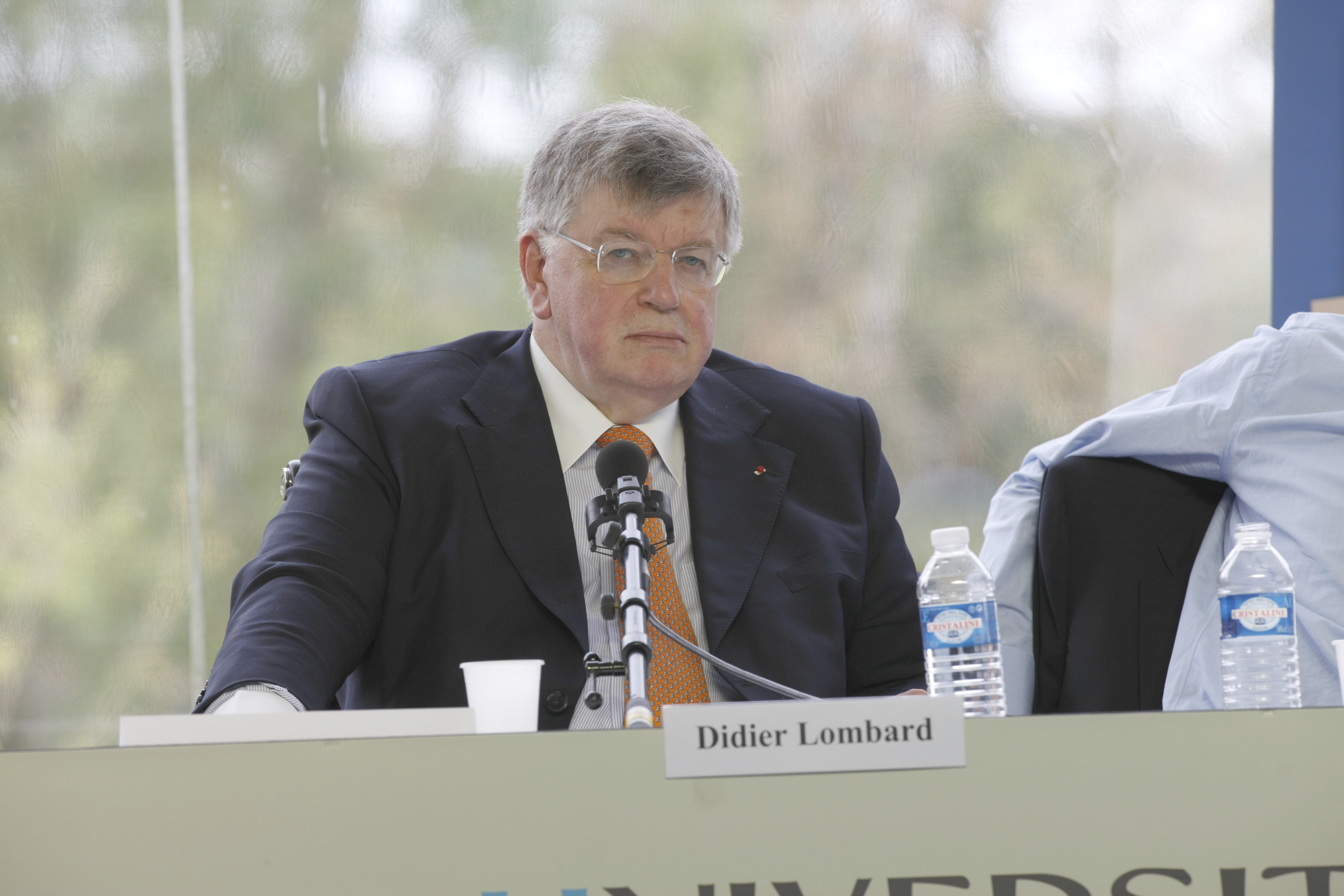
Didier Lombard (1999-2003)
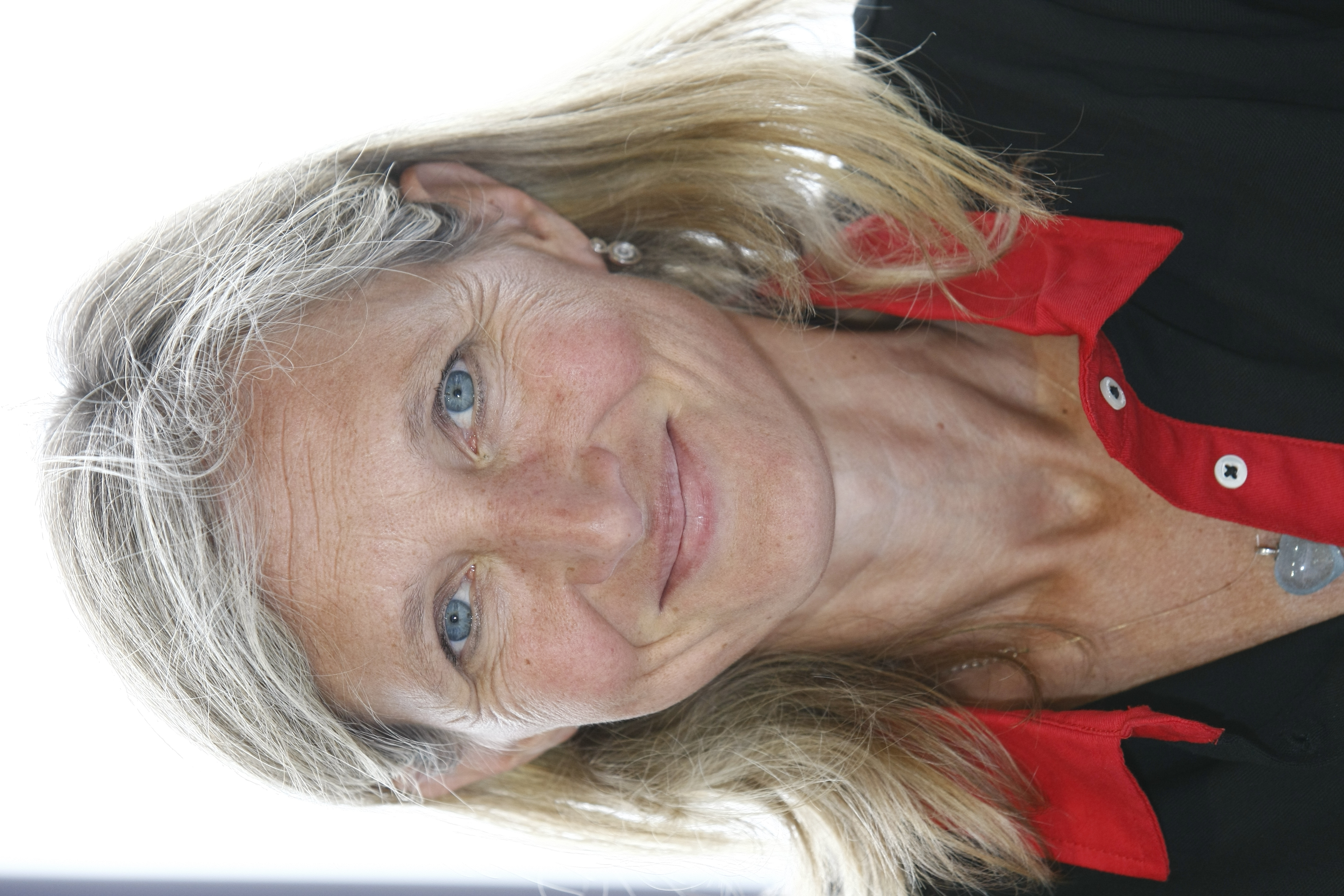
Clara Gaymard (2003-2006)
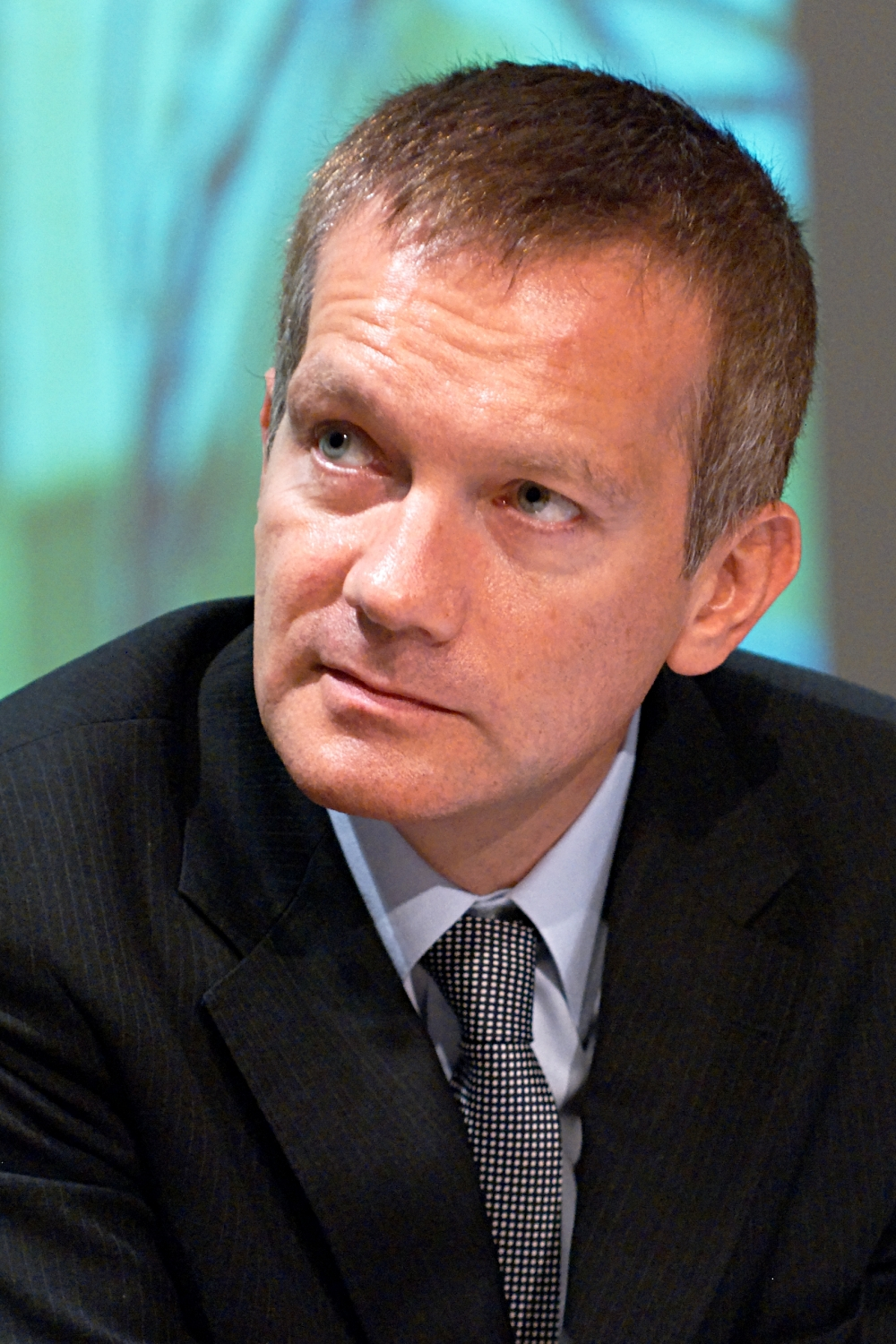
Philippe Favre (2006-2008)
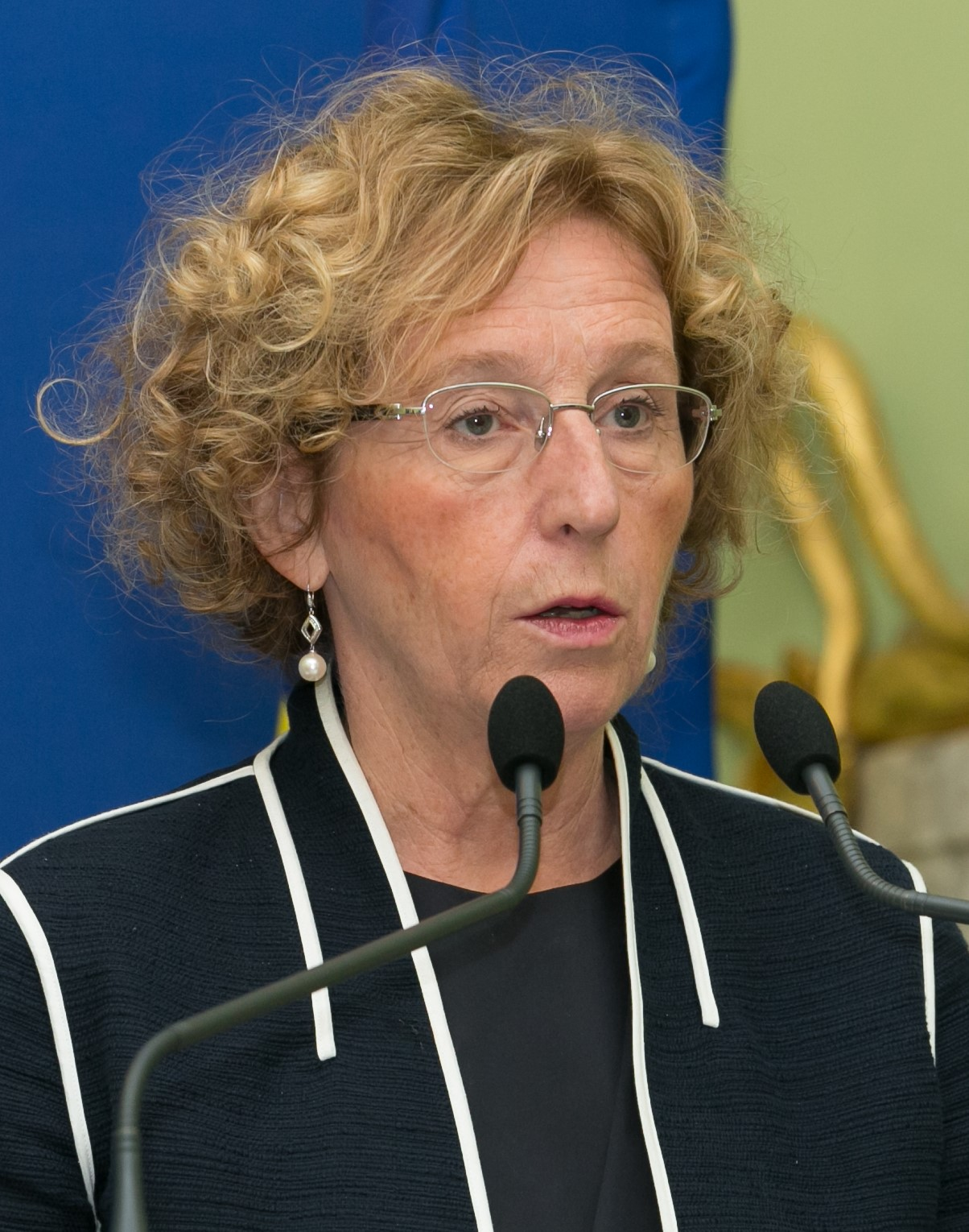
Muriel Pénicaud (2014-2017)